# Sant Romà Vell d'Useu
Sant Romà Vell d'Useu, o església vella de Sant Romà d'Useu, és l'antiga església parroquial, d'estil romànic, del poble d'Useu, pertanyent al terme de Baix Pallars, del Pallars Sobirà. Pertangué, fins al 1969, a l'antic terme de Baén.
Està situada en el vessant occidental del turó on queden les restes de la Torreta i la Casa del Batlle, a prop i a llevant del poble d'Useu.
És una església d'una sola nau amb absis a llevant, tot dins de les característiques línies del romànic del segle xi. L'absis està decorat amb arcuacions llombardes. Actualment és en ruïnes, però se'n 
conserva part del mur nord i del conjunt absidal, tot en un aparell rústic que remet a les esglésies romàniques populars del segle xi.
Useu, en les formes Ozede, Osez, Ozert i Ozegh, apareix documentada entre les donacions rebudes pel monestir de Santa Maria de Gerri ja al llarg del segle viii, però en uns documents de poca fiabilitat (els anomenats falsos de Gerri). Des del 1099, ja apareix de forma fefaent, també documentant donacions al gran monestir pallarès.